# Lijst van voetbalinterlands Armenië - Italië
Deze lijst van voetbalinterlands is een overzicht van alle officiële voetbalwedstrijden tussen de nationale teams van Armenië en Italië. De landen hebben tot op heden vier keer tegen elkaar gespeeld. De eerste ontmoeting, een kwalificatiewedstrijd voor het Wereldkampioenschap voetbal 2014, werd gespeeld in Jerevan op 13 oktober 2012. Het laatste duel, een kwalificatiewedstrijd voor het Europees kampioenschap voetbal 2020, werd gespeeld op 18 november 2019 in Palermo.

## Wedstrijden
| № | Plaats  | Datum            | Competitie           | Wedstrijd        | Uitslag |
| - | ------- | ---------------- | -------------------- | ---------------- | ------- |
| 1 | Jerevan | 12 oktober 2012  | WK 2014 kwalificatie | Armenië − Italië | 1 − 3   |
| 2 | Napels  | 15 oktober 2013  | WK 2014 kwalificatie | Italië − Armenië | 2 − 2   |
| 3 | Jerevan | 5 september 2019 | EK 2020 kwalificatie | Armenië − Italië | 1 − 3   |
| 4 | Palermo | 18 november 2019 | EK 2020 kwalificatie | Italië − Armenië | 9 − 1   |

## Samenvatting
| Competitie      | Totaal gespeeld | Winst Armenië | Gelijk | Winst Italië | Doelsaldo Armenië – Italië |
| --------------- | --------------- | ------------- | ------ | ------------ | -------------------------- |
| WK-kwalificatie | 2               | 0             | 1      | 1            | 3 − 5                      |
| EK-kwalificatie | 2               | 0             | 0      | 2            | 2 − 12                     |
| Totaal          | 4               | 0             | 1      | 3            | 5 − 17                     |

Wedstrijden bepaald door strafschoppen worden, in lijn met de FIFA, als een gelijkspel gerekend.